# Болотов, Андрей Михайлович
Андрей Михайлович Болотов (при рождении Людвиг Демаре, фр. Ludwig Desmarets, 1801—1854) — русский архитектор, академик Императорской Академии художеств, надворный советник.

## Биография
Сын учителя, иностранца, принявшего русское подданство и православное вероисповедание. Поступил в 1813 году в воспитанники 1-го возраста Императорской Академии художеств и в том же году, по прошению его матери Анны Демаре, ему было разрешено советом называться Андреем Михайловичем Болотовым. В 1819 году он получил за архитектурные композиции малую серебряную медаль, а в 1820 году — большую серебряную медаль.
По окончании курса Академии Болотов был выпущен 7 февраля 1821 года с чином 14-го класса и 27 февраля поступил на службу в Санкт-Петербургский комитет для строений и гидравлических работ, где прослужил до 30 апреля 1822 года.
29 сентября того же года Болотов определён в Санкт-Петербургский почтамт на штатную вакансию архитектора, но 12 июня 1823 года уволен по прошению. 15 января 1824 года он был определён в ведомство Санкт-Петербургского военного генерал-губернатора для надзора за производством обывательских строений и тротуаров. 13 марта 1824 года определён в комиссию для постройки нового здания для Санкт-Петербургского ордонанс-гауза.
Когда в 1826 году министр финансов обратился в Академию художеств с просьбой прислать кого-либо из воспитанников Академии по архитектурному классу, то совет рекомендовал министру Болотова как художника искусного в черчении и отличного поведения. 23 июня 1827 года Болотов определён в правление Государственного заёмного банка по части архитекторской. 1 апреля 1828 года он помещён там же на вакансию архитекторского помощника. 6 июля 1828 года он вторично определён архитектором в Санкт-Петербургский почтамт. 22 октября 1830 года из-за преобразования почтовой части остался за штатом.
В 1831 году по прошению о назначении ему программы на звание академика 1-й степени по части архитектуры и строительного искусства он получил от совета Академии программу «…сделать полный проект арсенала со всеми к оному принадлежностями». 4 марта 1835 года по предложению министра финансов Болотов определён на вакансию младшего архитектора заёмного банка, в 1836 году утверждён в звании свободного (неклассного) художника, 31 декабря 1838 года по предписанию министра финансов отправлен в Архангельск для освидетельствования таможенного замка и предполагаемого к укреплению берега Северной Двины, а 15 декабря 1839 года уволен, согласно прошению, из ведомства заёмного банка. По предписанию Санкт-Петербургского военного генерал-губернатора от 15 января 1842 года Болотов поставлен в прямую зависимость от комитета для строений и гидравлических работ в Санкт-Петербурге, а по упразднении этого комитета определён 1 января 1844 года архитектором 1-го округа путей сообщения. 17 января 1851 года он назначен производителем работ по перестройке Елизаветинского училища с оставлением при прежней должности. В том же году он возведён в звание академика «по известным познаниям и искусству по части архитектуры», а в 1853 году избран в члены комитета для вспомоществования вдовам и сиротам художников.